# Sebastián Crismanich
Sebastián Eduardo Crismanich (Corrientes, 30 oktober 1986) is een Argentijns taekwondoka. Hij werd geboren in Argentinië als zoon van Kroatische immigranten. Hij vertegenwoordigde Argentinië op de Olympische Zomerspelen 2012, waar hij olympisch kampioen werd in de klasse tot 80 kg.  
Crismanich nam in 2012 een eerste keer deel aan de Olympische zomerspelen. In de klasse tot 80 kg versloeg hij in de kamp om het goud in extremis met 1-0 de Spanjaard Nicolás García Hemme. Crismanich werd zo de eerste Argentijnse individuele olympische medaillewinnaar sinds de Olympische Spelen van 1948.
Sebastián is de jongere broer van Mauro Crismanich, bronzenmedaillewinnaar op het WK taekwondo in 2009.

## Palmares
Klasse tot 68 kg
- 2003:  Pan-Amerikaanse kampioenschappen

Klasse tot 72 kg
- 2006:  Pan-Amerikaanse kampioenschappen

Klasse tot 78 kg
- 2008:  Pan-Amerikaanse kampioenschappen

Klasse tot 80 kg
- 2012:  OS Londen
- 2014:  Pan-Amerikaanse kampioenschappen

2000: Angel Matos ·
2004: Steven López ·
2008: Hadi Saei Bonehkohal ·
2012: Sebastián Crismanich ·
2016: Cheick Sallah Cisse ·
2020: Maksim Chramtsov ·
2024: Firas Katoussi